# Klaus (Il diario del vampiro)
Klaus è un personaggio della serie di romanzi Il diario del vampiro, creata dalla scrittrice Lisa J. Smith; svolge il ruolo di antagonista nel quarto e nel quattordicesimo volume della saga. Nelle serie televisive The Vampire Diaries e The Originals il personaggio è interpretato da Joseph Morgan ed il suo nome completo è Niklaus Mikaelson.

## Romanzi
(Klaus a Stefan Salvatore in Il diario del vampiro - La messa nera (pag. 166) di Lisa Jane Smith.)
Klaus è uno dei primi vampiri, un Grande Antico ed Originario, affetto da una mente squilibrata, e la linea che divide la sua malvagità dalla follia è molto sottile. Quando gli viene fatta pressione, diventa subito molto serio e ricorda a tutti la sua età veneranda. Le sue cattive azioni sono sempre sottolineate da una vena di ironia; cambia umore molto velocemente ed in modo imprevedibile. Nonostante l'incostanza del suo comportamento, è un assassino metodico e paziente, in grado di elaborare piani efficaci. Come tutti gli Antichi, Klaus può essere ucciso solo dal legno del frassino bianco.
L'età di Klaus è indefinita, ma la sua nascita risale almeno all'età del bronzo. Ha combattuto le più importanti guerre della storia, nell'esercito di Alessandro Magno e durante la guerra di Troia. Dopo la caduta dell'impero romano, si stabilì in Germania, dove, durante il XV secolo, trasformò la giovane moribonda Katherine Von Swartzschild in una vampira, per poi abbandonarla. I due si ricongiunsero dopo la fuga della ragazza dai fratelli Salvatore e, ad un certo punto, Katherine si convinse di averlo ucciso. Negli ultimi decenni del XX secolo, Klaus arriva a Fell's Church e attacca il nonno di Meredith Sulez, costringendolo ad uccidere la moglie e ad attaccare la nipote treenne. Klaus trasforma Meredith in una mezza vampira e rapisce suo fratello gemello Cristian, che fa diventare un vampiro. L'Originario ritorna in città per distruggere Stefan e chiunque sia coinvolto con la morte di Katherine. Contatta Tyler Smallwood e lo aiuta a diventare un licantropo; con il suo sostegno, inizia a giocare con Stefan, Damon e i loro amici umani. Riesce a raggiungere nell'aldilà l'anima della ragazza di Stefan, Elena Gilbert, e la tortura. Offre a Damon, l'unica persona per la quale nutra una punta di rispetto, una tregua, a patto che si tenga lontano mentre uccide suo fratello. Rapisce inoltre Caroline Forbes per attirare Stefan in una trappola. Il suo piano va a buon fine, ma, quando è quasi riuscito ad uccidere i due Salvatore, lo spirito di Elena, guidando un esercito di fantasmi dei soldati della guerra di secessione americana, riesce a ucciderlo per poi resuscitare. Il vampiro Ethan Crane, in seguito, decide di riportarlo in vita utilizzando il sangue di tutta la sua progenie: Klaus, allora, promette di uccidere Elena per vendicarsi. Scoprendo che nella zona del Dalcrest College frequentato dalla ragazza si trova un antico frassino bianco che potrebbe essergli fatale, ipnotizza Tyler e Caroline affinché lo brucino, poi riporta alla vita Katherine. Durante un combattimento, Klaus riesce a colpire mortalmente Elena con un pugnale magico, ma la ferita guarisce subito: l'Antico scopre così che la giovane non può morire di morte soprannaturale, pertanto decide di berne il sangue prima di finirla. Il sangue di Elena si rivela però fatale per lui e Klaus muore definitivamente.

## Serie TV

### Casting e interpretazione
La produttrice esecutiva Julie Plec stimò che l'audizione per interpretare Klaus fosse stata sostenuta da circa duecento attori e dichiarò che le sarebbe piaciuto che fosse Joshua Jackson a entrare nel cast; la scelta della protagonista Nina Dobrev ricadde invece su Sacha Baron Cohen e quella di Daniel Gillies (il fratellastro di Klaus, Elijah) su Ian McShane. Il ruolo fu infine ottenuto dall'inglese Joseph Morgan, che, per dare vita al personaggio, si ispirò a Lestat de Lioncourt, Hannibal Lecter e T-Bag (Robert Knepper) di Prison Break.

### Caratterizzazione e sviluppo
Julie Plec spiegò che "gli elementi importanti di questo personaggio sono il carisma e la solennità. Devi riuscire ad aver paura di questo tipo, sia perché sembra spaventoso, sia perché è così affascinante che il fatto che possa spezzarti il collo con il mignolo ti coglierebbe di sorpresa". L'attore che lo interpreta, Joseph Morgan, disse: "Prima di tutto, lo vedo come un sociopatico. Sento che per Klaus non c'è confine tra giusto e sbagliato. Fa quello che vuole. [...] È il personaggio più terrificante mai visto a Mystic Falls perché [...] non c'è momento in cui si pensa: 'Oh, non è poi così cattivo, dopotutto'. [...] Proprio quando pensi che non possa diventare più spaventoso e ti dici, 'Va bene, quella dev'essere l'ultima cosa terribile che fa', fa di peggio. L'elemento di sorpresa e il divertimento casuale con i quali attraversa questa trasformazione lo rendono molto pericoloso". Alla domanda di Red Eye Chicago se Klaus fosse più simile a Stefan o a Damon, rispose che univa aspetti di entrambi: era una "mina vagante" come Damon, ma come Stefan era riuscito a portare via la ragazza (in questo caso Katherine) al fratello. Con l'introduzione nella serie degli altri fratelli di Klaus, Morgan paragonò il loro rapporto a quello tra fratelli nella vita reale, commentando che Klaus avrebbe sempre protetto sua sorella Rebekah da tutti, ma non dalla propria ira, e che avevano "questo legame più profondo di qualsiasi altro rapporto. [...] Mi piace l'idea di Klaus che nessuno possa pugnalare mia sorella tranne me". In seguito, viene rivelato che la licantropa Hayley aspetta un figlio da Klaus. Julie Plec raccontò che desideravano da sempre introdurre una gravidanza vampira, ma non capivano come. Poi pensarono a Klaus e si resero conto che "è un tizio le cui azioni - tutto il suo ego, tutta la sua paranoia, tutta la sua rabbia - sono da sempre il risultato della sensazione che la sua famiglia abbia completamente fallito con lui. Quindi, quale modo migliore per sconvolgere il suo mondo che introdurre un nuovo elemento della famiglia?".

#### Relazioni
Una delle relazioni più significative di Klaus è quella con Caroline Forbes, insieme alla quale forma i "Klaroline", vincitori di diversi premi come miglior coppia televisiva.

### Storia
Klaus nasce con nome Niklaus nel X secolo d.C. in un villaggio abitato da licantropi nei pressi della futura Mystic Falls. Trascorre un'infanzia estremamente dura, picchiato dal padre Mikael, che lo ritiene debole e inutile. La famiglia vive in armonia con i licantropi, fino a quando il più piccolo dei suoi fratelli, Henrik, non muore ucciso da un lupo. Sua madre Esther, una strega, trasforma la famiglia in una nuova specie che resista ai licantropi: diventano così i primi vampiri, gli Originali. Condannato ad uccidere per nutrirsi, Klaus devasta il villaggio e, quando uccide per la prima volta, si scopre che è un figlio illegittimo e che il suo vero padre è il licantropo Ansel: questo lo rende un ibrido. Esther, dopo averlo rinnegato come figlio, lo maledice addormentando la sua natura di lupo mannaro, e Klaus la uccide per vendetta. Il sangue sacrificato per portare a termine la maledizione è quello di Tatia Petrova, e solo le doppelgänger, cioè le copie della prima vittima che nascono ogni 500 anni, possono sciogliere l'incantesimo. Per non essere abbandonato dai suoi fratelli (Finn, Elijah, Kol e Rebekah), Klaus accusa il padre del matricidio, così Mikael, che ha conservato l'unica arma capace di uccidere un Originale, un paletto di quercia bianca, inizia a dargli la caccia. Giunti in Francia nel 1002, i cinque fratelli si fingono figli di un amico del conte de Martel, ottenendo di vivere nella sua dimora. Qui Klaus si innamora ricambiato della figlia del conte, Aurora, e le confessa la verità sulla morte di sua madre. La donna fa ricordare a Klaus la purezza dell'umanità, ma Elijah, scoprendo cosa sia successo a Esther, la costringe per vendetta a spezzare il cuore di Klaus. Questi, devastato, si abbandona ai suoi istinti di vampiro e diventa sadico, paranoico, geloso e intollerante, nonché privo di ogni fiducia verso l'amore che non provenga dalla famiglia. Impossessatosi di alcuni pugnali d'argento che uccidono temporaneamente gli Originali fino alla loro estrazione, Klaus li usa ripetutamente nel corso dei secoli per punire i suoi fratelli quando lo deludono. Nel XV secolo ha l'occasione di spezzare la maledizione dell'ibrido grazie a Katerina Petrova, ma la ragazza si trasforma in vampira, diventando inservibile. Nel XVIII secolo, Klaus e i suoi fratelli giungono a New Orleans e contribuiscono a trasformarla in una città fiorente. Diventa il padre putativo di un giovane schiavo afroamericano, Marcel, ma quando questi, ormai cresciuto, si innamora ricambiato di Rebekah, Klaus pugnala la sorella, costringendola al sonno, e trasforma in seguito Marcel in vampiro. Nel 1919, Klaus comanda ormai New Orleans, ha trovato la pace e una vera casa, perciò acconsente che Rebekah e Marcel stiano insieme, ignaro che pochi mesi prima i due, sperando di scacciarlo per vivere insieme, abbiano fatto capire a Mikael la loro posizione e che quest'ultimo sia giunto in città, così Klaus è costretto a fuggire con Rebekah, mentre Marcel viene creduto morto in un incendio. Alcuni decenni dopo, diventato paranoico perché il padre sembra scomparso nel nulla, decide di svanire a propria volta e dice ad Elijah di aver gettato in mare i fratelli pugnalati così che nessuno possa mai ritrovarli, troncando tutti i legami familiari.
Dopo aver scoperto della nascita di una nuova doppelgänger, Elena Gilbert, negli anni novanta, Klaus riesce infine a sacrificarla e a diventare un ibrido, ma nel momento di massima vulnerabilità viene indebolito dalla strega Bonnie in modo che Elijah gli strappi il cuore. Klaus, tuttavia, gli rivela che i fratelli non sono dispersi in mare, così Elijah lo risparmia. Diventato ormai un ibrido, inizia a trasformare i licantropi in suoi simili grazie al sangue di Elena, che è riuscita a sopravvivere. Per fermarlo, Damon Salvatore rintraccia Mikael che, però, viene ucciso dallo stesso Klaus con il paletto di quercia bianca. Klaus perde poi due dei suoi fratelli, Finn e Kol, nella lotta contro Elena e i suoi amici; ciononostante si innamora di Caroline Forbes, lei ricambia ma non lo dimostra apertamente per paura del giudizio degli amici. L'Originale incontra Hayley, una licantropa alleata di Katerina, e, cercando di conoscerla meglio, passa una notte con lei. La ragazza resta incinta e Klaus, dopo le prime resistenze, decide di rimanere con lei a New Orleans per la loro bambina, Hope, ma soprattutto per riottenere il dominio sulla città che ha scoperto essere in mano a Marcel, sopravvissuto all'incendio del 1919.
A New Orleans si risveglia un altro membro della famiglia creduto morto mille anni prima: Freya, primogenita di Esther e sorellastra maggiore di Klaus. Dopo un'iniziale diffidenza, i due legano e ciò favorisce l'inserimento della donna nella famiglia; intanto Klaus cerca di risolvere i suoi problemi emotivi con l'aiuto professionale di Cami, una neolaureata in psicologia. Per tutta una serie di circostanze, Cami diventa una vampira. Nel frattempo viene spezzato il vincolo che rendeva impossibile uccidere Klaus senza far estinguere anche tutti i vampiri da lui creati, alcuni dei quali, odiandolo, decidono di eliminarlo, così lui e Hayley prendono Hope e lasciano New Orleans. Lucien, il primo vampiro creato da Klaus quando viveva in Francia, inocula in Cami un veleno ricavato dai primi licantropi: ogni tentativo di curarla risulta vano ed ella muore. Klaus strappa il cuore a Lucien, e in seguito Marcel lo pugnala con la lama di Papa Tunde e lo mura vivo nel cimitero di New Orleans. Seppur in preda ad atroci sofferenze, egli sopravvive e trascorre cinque anni prigioniero, finché Il Vuoto si impossessa di Hope: per salvarla, lui, Elijah, Rebekah e Kol prendono dentro di sé un pezzo dello spirito, ma sono così costretti a restare separati. Dopo sette anni, Hope decide di riunire la famiglia riprendendo il Vuoto dentro di sé. Quando Klaus si accorge che la magia oscura la sta uccidendo, chiede alle figlie di Caroline di trasferire di nuovo il Vuoto a lui; ha poi intenzione di uccidersi, ma Hope glielo impedisce addormentandolo con un incantesimo. La magia, comunque, lo ucciderà presto, così Freya ne trasferisce un po' in Elijah per fargli vivere in pace i suoi ultimi momenti. Klaus passa dunque l'ultima giornata in compagnia di Caroline, facendole vedere New Orleans, come le aveva promesso anni prima. I due si dicono addio baciandosi e Caroline lascia il bar in cui si erano fermati dicendogli che non lo dimenticherà mai. Elijah decide di seguirlo nella morte e, dopo aver diviso il paletto di quercia bianca in due, si pugnalano a vicenda.

## Accoglienza
Per il sito TV Fanatic, il Klaus televisivo "è il cattivo ideale: simpatico, crudele, multi-dimensionale, divertente". È ritratto "con una calma inquietante, rendendo i momenti nei quali perde ancora più incisivi".